# Gutalax
Gutalax (přípravek Guttalax je laxativum – projímadlo) je česká grindcoreová kapela z Křemže v okrese Český Krumlov v Jihočeském kraji založená počátkem roku 2009 v sestavě Petr "Průduch" Pour (kytara), Martin "Maty" Matoušek (vokál), Lukáš "Pouřík" Pour (bicí) a Pavel "Kebab" Troup (baskytara).

Na koncertech vystupují v charakteristických bílých ochranných úborech.

## Historie
Gutalax vznikli počátkem roku 2009 v sestavě Petr "Průduch" Pour (kytara), Martin "Maty" Matoušek (vokál), Lukáš "Pouřík" Pour (bicí) a Pavel "Kebab" Troup (baskytara).
Po vydání sedmiskladbového dema Telecockies, které se v undergroundu rychle rozšířilo a v roce 2010 vyšlo jako splitko s italskou kapelou Cannibe následovala řada koncertů, na nichž Gutalax vystupovali hlavně v roli supportu. V srpnu 2010 se ujímá postu druhé kytary Kojas. Koncertní šňůra pokračuje jak v České republice, tak i v Evropě. Během jejich živých vystoupení není nouze o zábavu, vzduchem létají propriety jako toaletní papír, záchodové štětky, nafukovací panny apod.

V lednu 2011 se odebírají do vyškovského nahrávacího studia Davos natočit debutové studiové album Shit Beast, které vyšlo v květnu téhož roku pod hlavičkou českého vydavatelství Bizarre Leprous Production.

Rok 2012 je pro kapelu bohatý na koncertování, mimo zahraničního turné po Slovinsku, Itálii, Nizozemsku a Německu společně s Čechy Spasm se zúčastňují v létě např. i festivalu Obscene Extreme v Trutnově. Následují personální změny, odchází bubeník Pouřík a kytarista Průduch, jejich pozice zaujímají Mr. Free a Kohy.

V lednu 2013 absolvují Gutalax 14denní turné po Mexiku. Po návratu pracují na 7" split vinylu se španělskou kapelou Haemorrhage. V roce 2014 začínají pracovat na druhé regulérní desce nazvané Shit Happens!, která vychází o rok později u německého labelu Rotten Roll Rex.

V roce 2019 spatřil světlo světa oficiální videoklip Shitbusters. Třetí dlouhohrající deska s názvem The Shitpendables vychází na podzim roku 2021 opět u Rotten Roll Rex.

## Diskografie
Demo nahrávky
- Telecockies (2009)

Studiová alba
- Shit Beast (2011)
- Shit Happens! (2015)
- The Shitpendables (2021)

Kompilace
- Stinking Collection (2015)

Split nahrávky

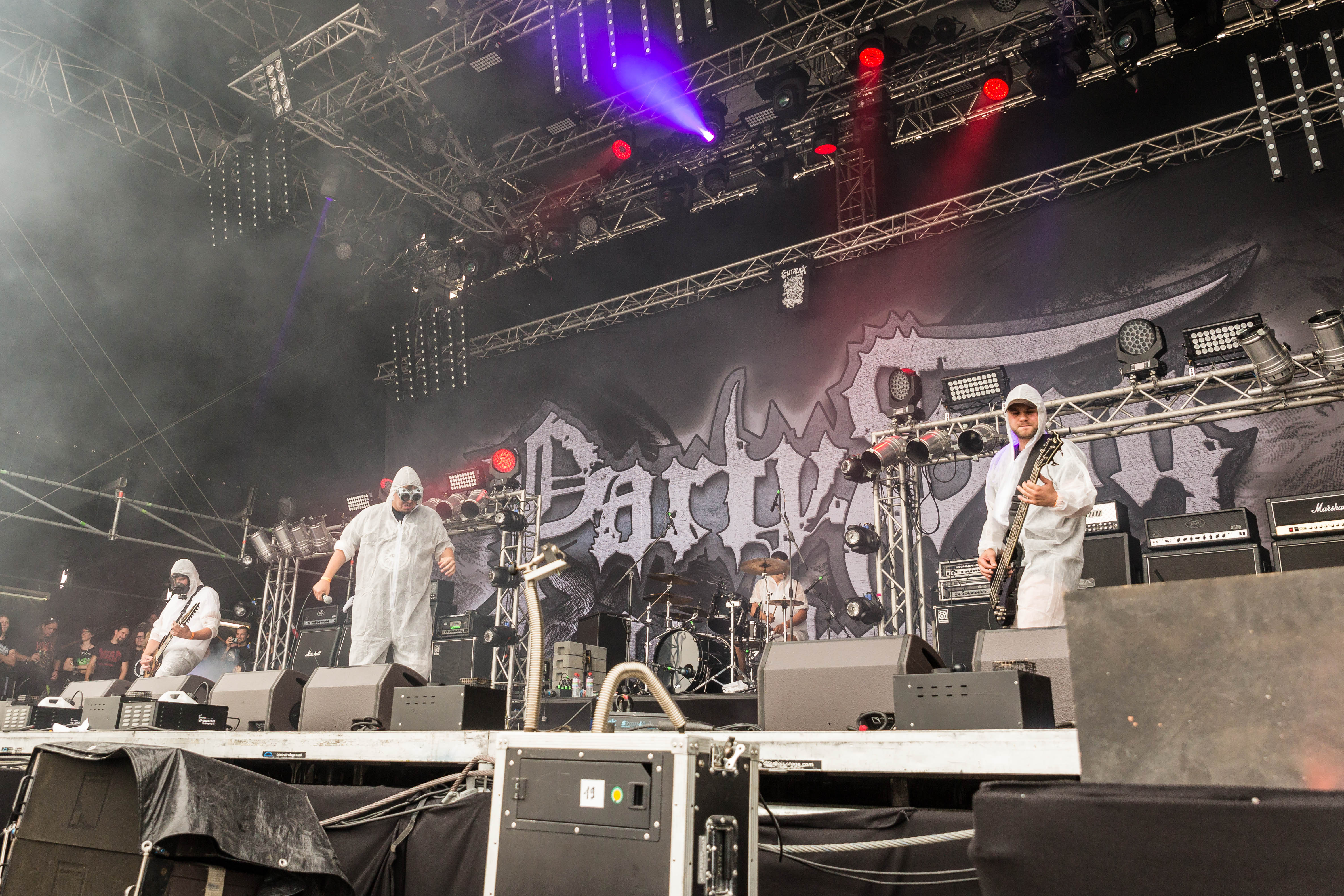
Gutalax na Party.San Metal Open Air v roce 2019

- Mondo Cadavere / Telecockies (2010) – split s italskou kapelou Cannibe
- 911 (Emergency Slaughter) / Shit Evolution (2013) – split se španělskou kapelou Haemorrhage
- Spasm / Gutalax (2010) – split s českou kapelou Spasm

## Videografie
DVD
- Art of Shitting (2017) – set 3 DVD z Obscene Extreme Festivalu 2014